# 岡田惣一郎
岡田 惣一郎（おかだ そういちろう、1885年〈明治18年〉 - 1927年〈昭和2年〉）は、四日市岡田家・岡田屋の6代目当主である。5代目当主の岡田惣右衛門の甥で養子。

## 概要
5代目四日市岡田家当主の岡田惣右衛門夫妻は不妊症で、子どもが生まれなかった。「このままでは岡田屋が滅亡する。夫婦養子をとろう」となり、惣右衛門の妹の岡田ひさが婿養子をもらうこととなった。婿養子となったのは、前田末吉。イオンの社史など史料で詳しい経歴が公開されていないため家柄などの出自が判明していない人物である。前田末吉は、貿易関係者であった。貿易商人として朝鮮半島と関係があり、四日市西町の紙商店である鍵忠の奉公人として修業し、勤勉に働いていた男性だった。それが惣右衛門の母・うのに、目をかけられ、婿養子になることを望まれることとなった。前田末吉・岡田ひさの夫妻の間には、長女の岡田とよと長男の岡田惣一郎が誕生した。惣右衛門は、とよ、惣一郎の2人を自分の子として四日市岡田家の養子とし、惣右衛門の妻・のぶが養育した。前田末吉は、岡田惣七と改名し、四日市西町に分家した。

### 経歴
惣一郎は、1902年（明治35年）に、四日市商業学校を卒業した。当時に東京専門学校から昇格した早稲田大学に進学。1905年（明治38年）7月に、早稲田大学を卒業する。アメリカの大学に留学を希望したが、岡田惣右衛門の怒りを買い、強制的に岡田屋に連れ戻される。惣一郎は名古屋市にある陸軍の歩兵第六連隊に志願兵として入営する。
惣一郎の妻の田鶴（旧姓は美濃部）は、四日市高等女学校（現在の三重県立四日市高等学校）を卒業し、鈴鹿市から四日市市に通う茶道教室の師範生だった。田鶴の父の美濃部鏘次郎は、駒場農学校（東京大学農学部の前身）の卒業生で、三重県農林部の技師であった。
1921年（大正10年）に店内に和服以外の洋服部を開設して、洋服の販売を開始した。また社員への福利厚生のため、新たに岡田屋の社宅を新設して、岡田屋社員の住宅設備も整備した。
1927年（昭和2年）、心臓弁膜症のため42歳で逝去した。家督を継いだ長男の卓也が2歳の幼少だったので、岡田卓也の姉2人が後見人となった。

## 東海道徒歩旅行記
岡田惣一郎は早稲田大学在学中に、日記や東海道徒歩旅行記を書き残している。1902年（明治35年）、惣一郎は渋沢栄一と会見するため、四日市の地場産業である万古焼を販売してその資金を旅行費にし、5人の友人と東京市まで旅行した。7月12日に四日市を出発し、10日後には次のように記している。
「明治35年7月22日に遂に我等が今の次の大旅行の最大の目的たる実業家の渋沢栄一先生との面談かなえる。その間わずか2分余りといえども、門衛の制するを払い、我等身分。経歴を唱和し、我等尊仰する産業指導者の渋沢栄一先生に面談のため四日市より徒歩にて来りしを告げる。先生、一言なかりしも、我等一人一人と握手を交したり。この感激を如く何に伝えん」
「記岡田」と署名があり、記述者は岡田惣一郎だった。

## 家族・親族
実父は婿養子で出自不明の前田末吉。実母は惣右衛門の妹・ひさ。妻の田鶴は1935年（昭和10年）に結核のため病死した。
子は5人。長女の嘉津子（結婚後の1941年に病死）、次女の小嶋千鶴子（旧姓岡田、夫は画家の小嶋三郎一、2022年5月死去）、三女の稔子、四女のみどりの4人の女子がいる。末子（長男）がイオングループ創業者の岡田卓也。孫にはイオングループ経営者の岡田元也と政治家の岡田克也などがいる。卓也の妻は高田徳太郎の長女・保子で、保子の妹は慶應義塾大学教授速水融に嫁いだ（速水の伯父には東畑精一などがいる）。卓也の三男昌也は母方の高田家に養子入りした。克也の妻は衆議院議員村上信二郎の長女で、行政改革担当大臣などを歴任した村上誠一郎の妹。信二郎の兄・村上孝太郎は参議院議員。